# Preußisches Staatsministerium

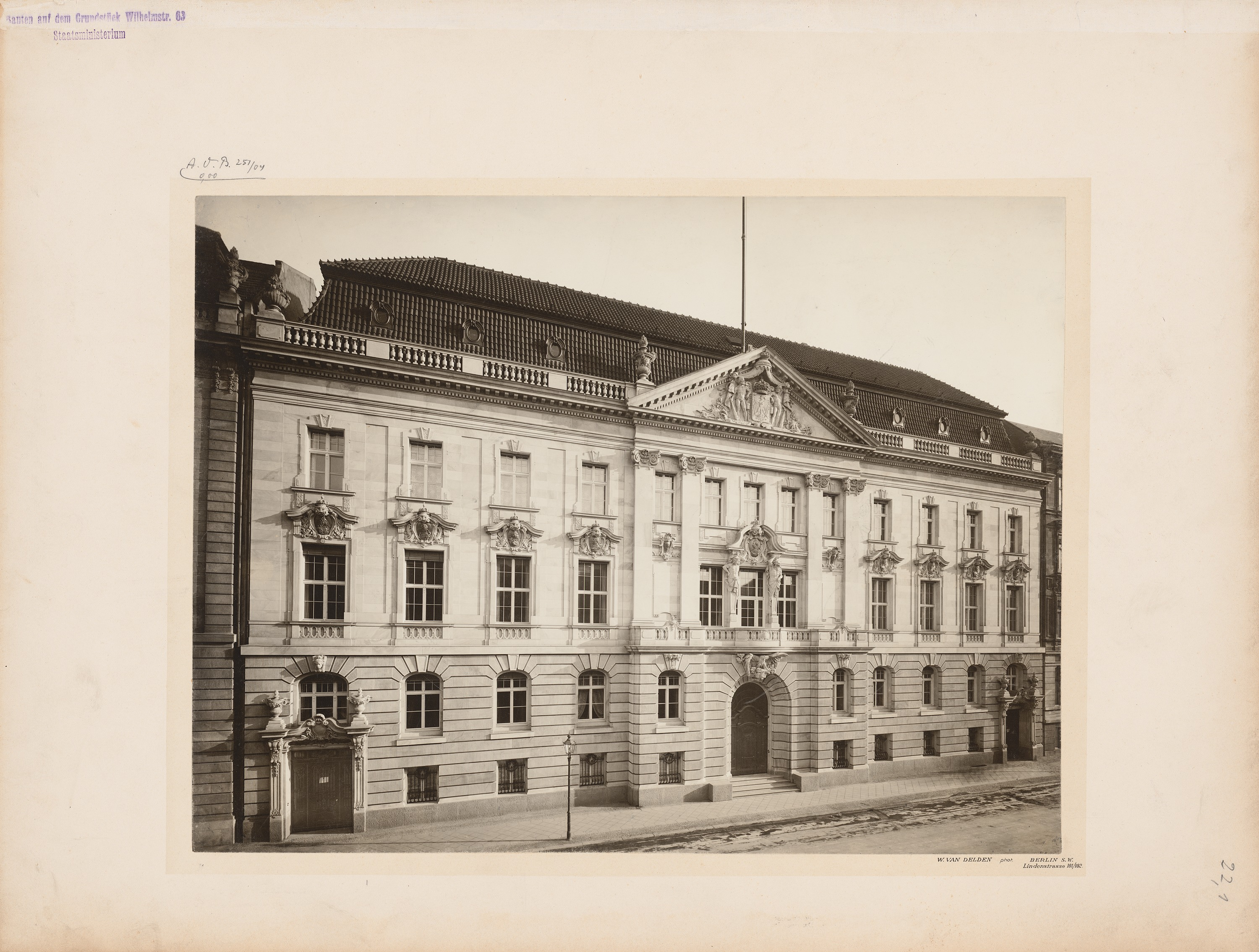
Dienstgebäude für das Preußische Staatsministerium und die General-Ordens-Kommission in der Berliner Wilhelmstraße 63, ca. 1904

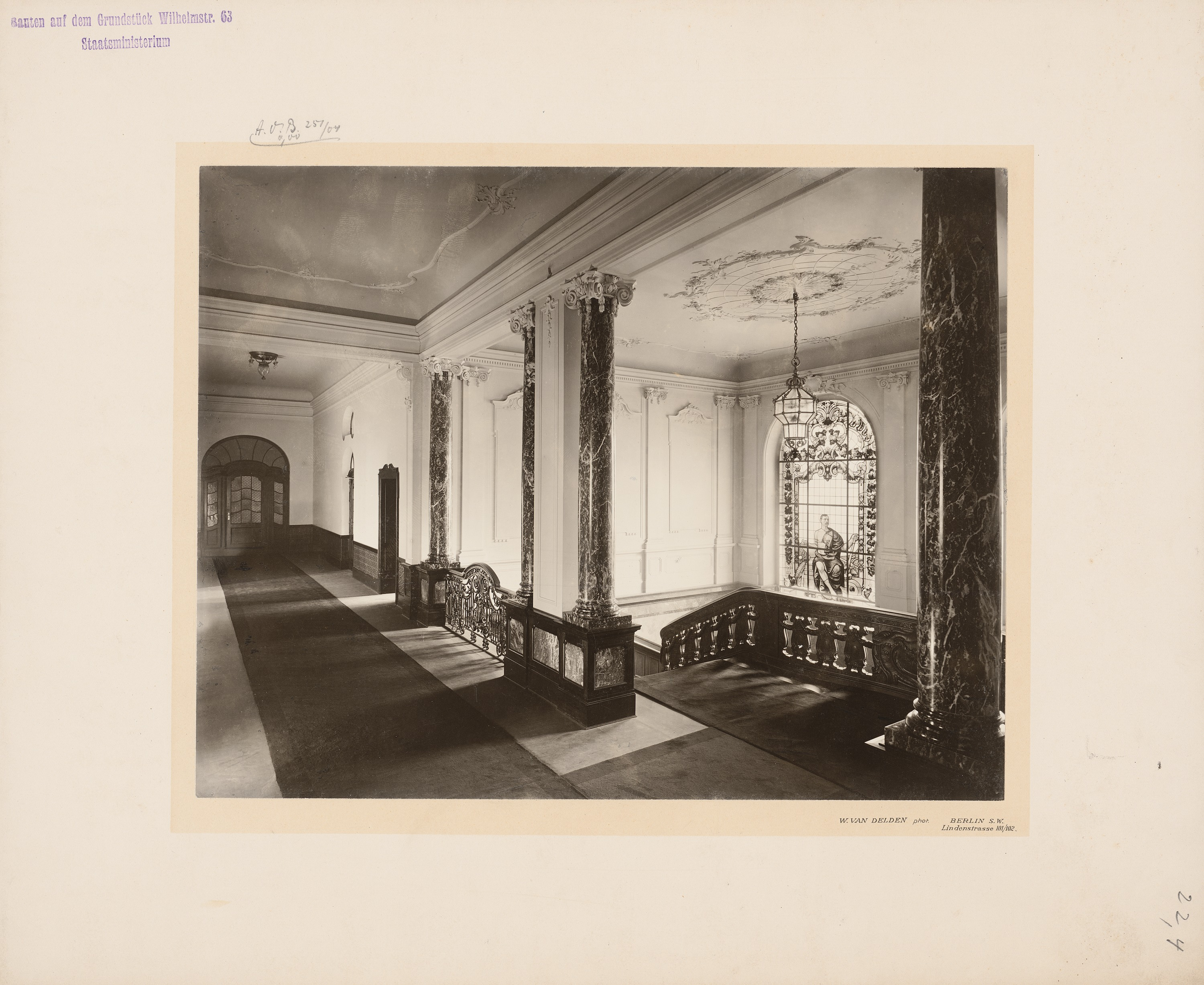
Treppenhaus und Korridor im Staatsministerium, ca. 1904

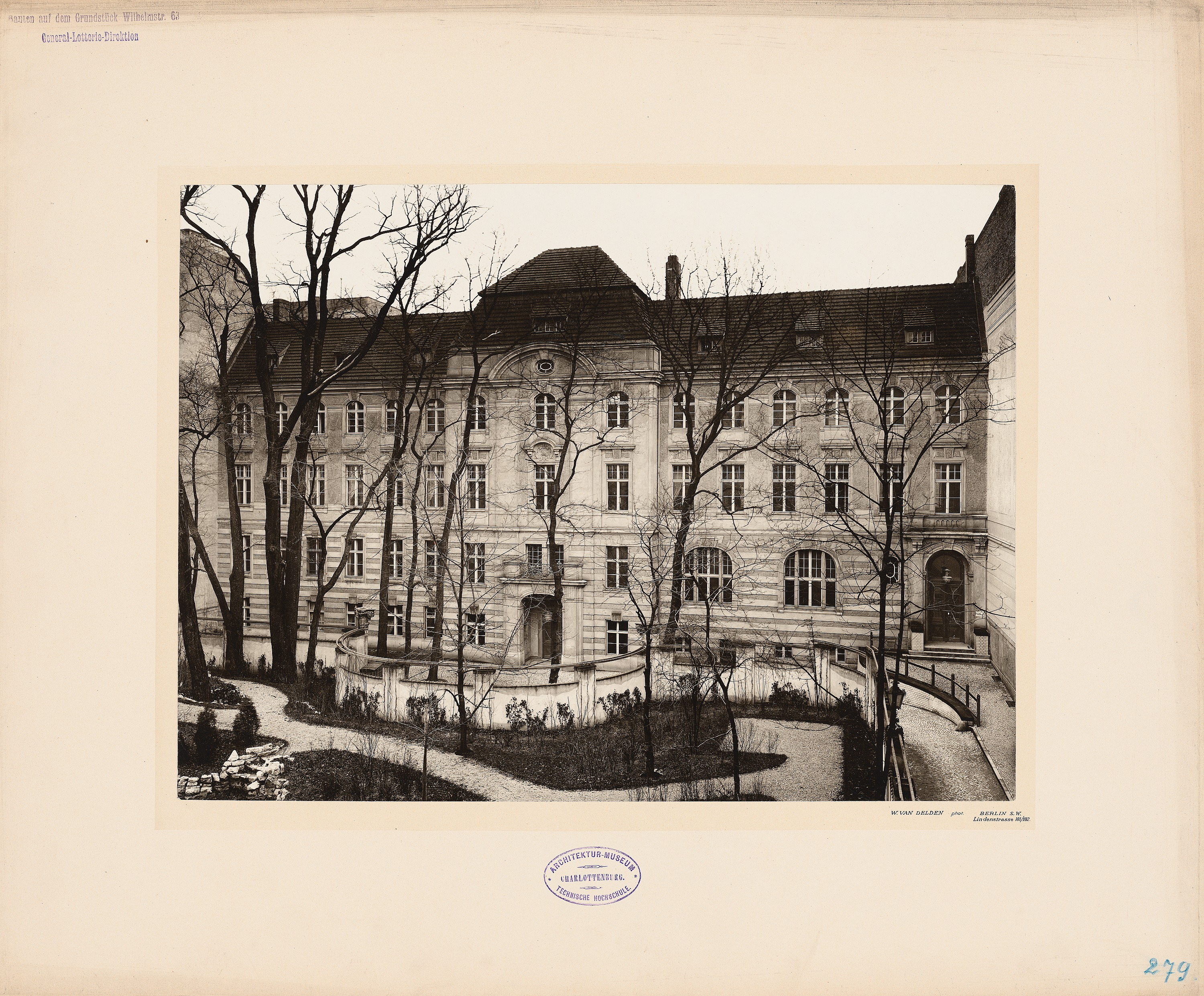
Garten und Dienstgebäude der General-Lotterie-Direktion, 1903

Das Preußische Staatsministerium war von 1808 bis 1850 das dem König von Preußen unterstellte Exekutivorgan mit den Fachministern und ab 1850 bis 1918 das aus den einzelnen Ministern bestehende Gesamtministerium des Staates Preußen. In anderen deutschen Bundesstaaten entsprach ihm die Landesregierung oder der Senat einer Freien Stadt.
Das Preußische Staatsministerium tagte unter dem Vorsitz des Ministerpräsidenten. Die Minister standen einander gleich, der Präsident war primus inter pares. Wenn der König selbst den Vorsitz führte, hieß das Staatsministerium Kronrat. Nach der Verfassung hatte es in den Fällen nach Art. 57 (Einberufung der Kammern zur Erwählung eines Regenten), 58 (Verantwortlichkeit für alle Regierungshandlungen bis zur Vereidigung des Regenten), 63 (Ausnahmezustand) und 111 (kleiner Belagerungszustand) zusammenzutreten und die Regierung zu führen. Ferner war das Staatsministerium oberster Gerichtshof für Dienstvergehen der nicht-richterlichen Beamten.
Vorgänger des Staatsministeriums war das für die Innen- und Finanzverwaltung zuständige Generaldirektorium.
Zu den Ressorts und Ministern siehe auch die Kategorie Landesminister (Preußen).
An der gleichen Adresse befand sich im Hinterhof das Dienstgebäude der General-Lotterie-Direktion.

## 1808 bis 1848

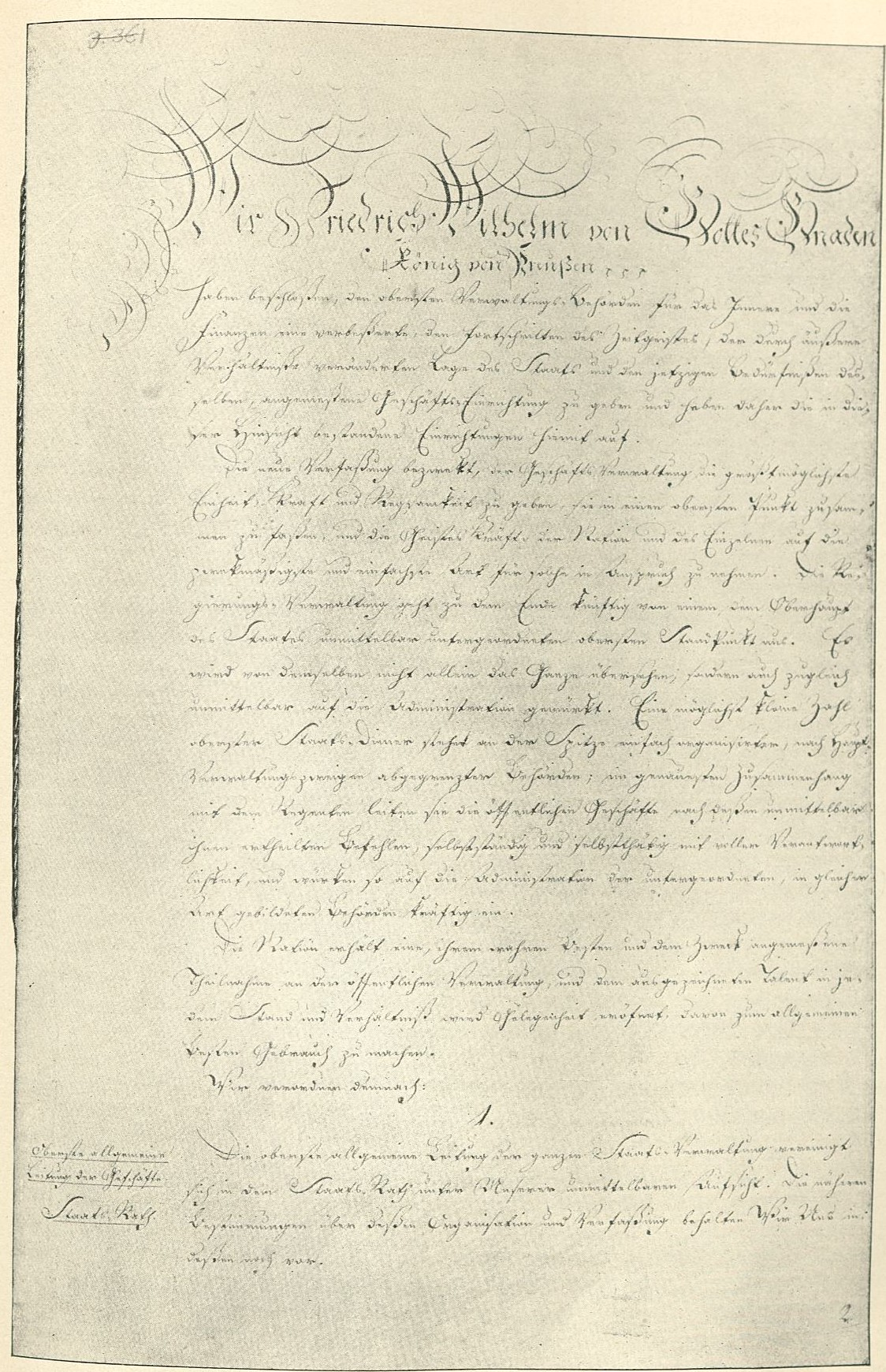
Publikandum 1808

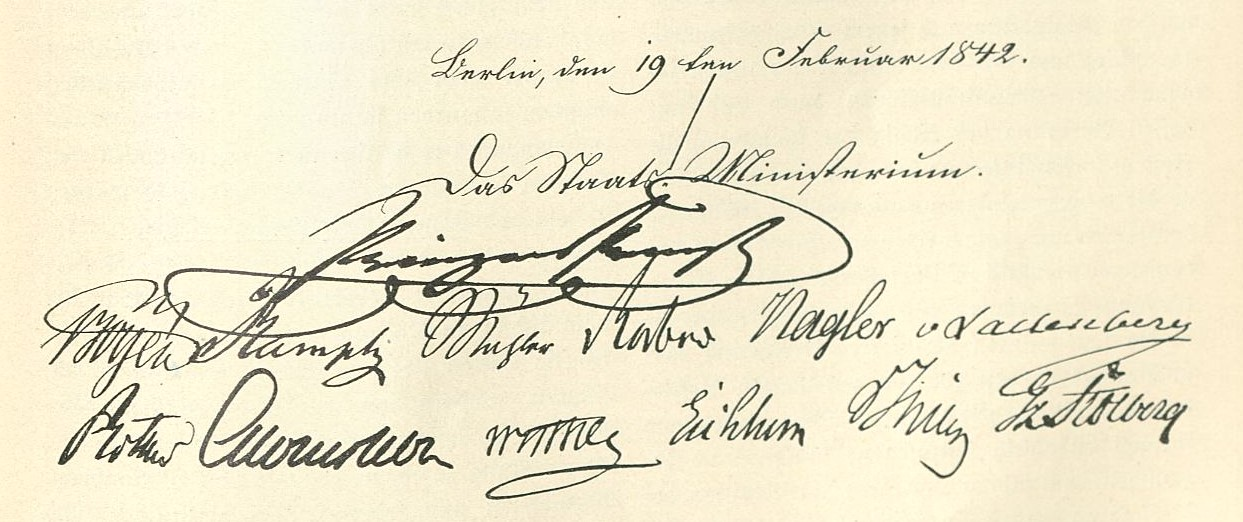
Unterschriften 1842

Gliederung nach den Reformen 1808:
- Staatskanzler

Dienstsitz: Stadtschloss
- Krieg

1819 bis 1919 Dienstsitz: Leipziger Straße 5
- Inneres

Innere Sicherheit, Pressezensur, Schule, Universitäten, Gesundheitswesen, Kirchenangelegenheiten, Landwirtschaft, Handel, Gewerbe, Bauwesen, Verkehr, Behördenaufsicht
1817 abgespalten:
- Ministerium der geistlichen und Unterrichts-Angelegenheiten

1819 bis 1842 verbleibendes Innenministerium aufgeteilt:
- Polizeiminister (Sicherheit, Zensur, Verkehr, Städtebau)
- Innenminister (Behördenaufsicht, Wirtschaft, Gesundheit)

1819 (Januar bis Dezember) zusätzlich
- Minister für ständische Angelegenheiten (Wilhelm von Humboldt)

- Verwaltung

Im heutigen Verständnis: Finanzministerium
- Justiz

1817 bis 1848 geteilt:
- Minister für Justizverwaltung
- Minister für Revision der Gesetzgebung

seit 1799 Dienstsitz: Wilhelmstraße 74 (vormals Nr. 4)
- Äußeres

1819 Dienstsitz: Wilhelmstraße 76 (vormals Nr. 6)

## 1848 bis 1920
Gliederung:
- Präsident des Staatsministeriums (Ministerpräsident)

- 1873 Stellvertreter: Vizepräsident des Staatsministeriums

- Krieg
- Inneres
- Finanzen
- Justiz
- Äußeres
- Geistliche, Unterrichts- und Medizinal-Angelegenheiten
- Landwirtschaft, Domänen und Forsten
- Handel und Gewerbe
  - Post- und Telegraphenwesen zum 1. Januar 1868 an den Norddeutschen Bund abgegeben
  - Eisenbahnen, Wasserstraßen und Bauwesen 1878 als Ministerium der öffentlichen Arbeiten ausgegliedert

Von 1848 bis 1871 war das Staatsministerium in der Wilhelmstraße 74, von 1871 bis 1889 in der Behrenstraße 72 und von 1889 bis 1902 am Leipziger Platz 11 untergebracht. Von 1900 bis 1902 wurde für das Staatsministerium von Hans Altmann, Paul Kieschke und Adolf Bürckner ein repräsentativer Neubau in der Wilhelmstraße 63 errichtet. Für die Sitzungen des Kabinetts wurde beim Bau der Häuser für den Preußischen Landtag zwischen dem Herrenhausgebäude und dem Abgeordnetenhausgebäude ein Zwischengebäude errichtet, das mit beiden Gebäuden verbunden war.

## 1920 bis 1945
Zur Zeit der Weimarer Republik wurde der Name für die preußische Regierung aus Traditionsgründen beibehalten. Das Staatsministerium war das Organ des Kabinetts, also des Kollegiums der preußischen Minister. Gleichermaßen war es aber auch die Staatskanzlei, also das Büro des preußischen Ministerpräsidenten. Diese zweite Funktion trat nach der Revolution von 1918/19 zunehmend in den Vordergrund.
Von 1920 bis 1932 – mit zwei kurzen Unterbrechungen in den Jahren 1921 und 1925 – war Otto Braun (SPD) preußischer Ministerpräsident. Seine Regierung wurde am 20. Juli 1932 durch Reichskanzler Franz von Papen unter einem Vorwand abgesetzt (sogenannter „Preußenschlag“). Die Reichsregierung verwaltete Preußen kommissarisch. Im April 1933 wurde Hermann Göring (NSDAP) zum preußischen Ministerpräsidenten ernannt.
Das Staatsministerium verlor durch die nationalsozialistische Gleichschaltung bis 1935 stark an Bedeutung. Die Hoheitsrechte der Länder wurden auf das Reich übertragen. Die preußischen Ministerien wurden mit den Reichsministerien verbunden. Die Reichsminister waren jetzt auch preußische Minister. Formell gab es aber weiterhin einen preußischen Ministerpräsidenten.
Gliederung:
- Ministerpräsident
- Inneres
- Finanzen
- Justiz
- Wissenschaft, Kunst und Volksbildung
- Landwirtschaft, Domänen und Forsten
- Handel (1932 Wirtschaft und Arbeit)
- Volkswohlfahrt (Sozialminister)

1935 verlegte Göring den Amtssitz des preußischen Ministerpräsidenten in die Leipziger Straße 3.

## Hausministerium
Der Minister des königlichen Hauses nahm bis 1848 eine Sonderstellung ein; danach war er nicht mehr Teil des Staatsministeriums.

### Protokolle des preußischen Staatsministeriums (Acta Borussica)
- Band 4/I (1848–1858)
- Band 4/II (1848–1858)
- Band 5 (1858–1866) (Memento vom 21. Januar 2010 im Internet Archive)
- Band 6/I (1867–1878) (PDF; 2,90 MB)
- Band 6/II (1867–1878) (PDF; 1,73 MB)
- Band 7 (1879–1890) (PDF; 2,83 MB)
- Band 8/I (1890–1900) (PDF; 2,72 MB)
- Band 8/II (1890–1900) (PDF; 2,19 MB)
- Band 9 (1900–1909) (PDF; 2,74 MB)
- Band 10 (1909–1918) (PDF; 2,74 MB)
- Band 11/I (1918–1925) (PDF; 2,59 MB)
- Band 11/II (1918–1925) (PDF; 1,92 MB)
- Band 12/I (1925–1938) (PDF; 2,16 MB)
- Band 12/II (1925–1938) (PDF; 2,14 MB)

### Neues topographisch statistisch geographisches Wörterbuch des Preußischen Staates
Das mehrbändige Werk verzeichnet Orte von Preußen mit
- Klassifizierung, Zuordnungen bei Ämtern Kreisen, Einwohnerzahlen und nächsten Poststationen.

Der 1826 erschienene sechste Band enthält tabellarische Übersichten der wichtigsten statistischen Verhältnisse der einzelnen Städte, Landrätlichen Kreise und Regierungsbezirke des preußischen Staates.
Herausgeber sind Leopold Krug und Alexander August Mützel, Verlag August Kümmel, Halle.
- A – F Erster Band, 1821 (Online)
- G – Ko Zweiter Band, 1821 (Online)
- Kr – O Dritter Band, 1822 (Online)
- P – S Vierter Band, 1823 (Online)
- T – Z Fünfter Band, 1823 (Online)
- Tabellen/Statistiken Sechster Band, 1826 (Online)